# Xian de Wuyuan (Mongolie-Intérieure)
Pour les articles homonymes, voir Wuyuan.
Le xian de Wuyuan (五原县 ; pinyin : Wǔyuán Xiàn) est un district administratif de la région autonome de Mongolie-Intérieure en Chine. Il est placé sous la juridiction de la ville-préfecture de Baynnur.

## Démographie
La population du district était de 303 047 habitants en 1999.